# Курьяново (Вологодская область)
Курья́ново — деревня в Кирилловском районе Вологодской области.
Входит в состав Николоторжского сельского поселения, с точки зрения административно-территориального деления — в Николо-Торжский сельсовет.
Расстояние по автодороге до районного центра Кириллова — 37 км, до центра муниципального образования Никольского Торжка — 12 км. Ближайшие населённые пункты — Рогалево, Кощеево, Елтухово.
По данным переписи в 2002 году постоянного населения не было.